# ジュノ・リアクター
ジュノ・リアクター（JUNO REACTOR）は、イギリス・ロンドン出身のエレクトロニック・ミュージック・ユニット。
1993年、中心人物のベン・ワトキンス(Ben Watkins)を核に結成。度重なるメンバー・チェンジを経た現在は実質的にベンの個人プロジェクトとして運営されている。ダンス音楽の世界において、ゴアトランス～サイケデリックトランスの第一人者として認知される存在である。また近年は単なるダンス・アクトとしてだけではなく、幅広い分野にまたがる音楽クリエイターとしても活躍している。

## 概要
ジ・オーブのアレックス・パターソンが在籍していた初期作品はサイケデリックトランスを中心に製作活動を行う。その後、次第にアフリカやアジアの民族音楽にも傾倒するなど音楽性も多様化。和太鼓に念仏・真言までも取り入れた「HOTAKA」や「SAMURAI」など日本を強く意識した曲も存在する。
代表曲の「Pistolero」がジョニー・デップ出演の映画『レジェンド・オブ・メキシコ』に採用されたのを始め、『マトリックス・リローデッド』、『マトリックス・レボリューションズ』、『アニマトリックス』と、一連のマトリックス映画シリーズのサントラを手掛けるなど映画音楽の分野でも積極的な活動を行っており、邦画では『リング』・『らせん』、アニメでは『ブレイブストーリー』、『TEXHNOLYZE』なども担当。さらに各種ゲーム・ソフトの音楽も手掛けるなど、その活動フィールドは広い。
その一方で、本業であるライヴ活動にも積極的であり、フジロックフェスティバルを始め大規模なロック・フェスティバルやパーティーへの参加も多い。DJ＋バンド仕様でのライヴ・セットで、妖しげな民族衣装に身を包んだパーカッション隊に客演のミュージシャンを従えた大所帯での演奏を特徴とする。近年は、バンド・メンバーに元エイジアン・ダブ・ファンデーションのＭＣゲットー・プリースト、ビリー・アイドルのスティーブ・スティーブンスが参加し、シャーマニズムな生演奏と打ち込みの融合を追求している。
2006年からはスティーヴ・スティーヴンスの後任ギタリストとして、LUNA SEA、X JAPANのSUGIZOがワールドツアーに参加している。

## 作品

### アルバム
- Transmissions (NovaMute Records 1993)
- Luciana (Inter-Modo 1994) (61-minute track originally recorded for The Missile Project traveling art installation)
- Beyond the Infinite (Blue Room Released 1995)
- Bible of Dreams (Blue Room Released 1997)
- Shango (Metropolis Records 2000)
- Labyrinth (Metropolis Records, Universal Music 2004)
- Gods & Monsters (Metropolis Records 2008)
- The Golden Sun Of The Great East (Metropolis Records, Universal Music 2013)

### シングル、EP
- Laughing Gas (1993)
- High Energy Protons (1994)
- Guardian Angel (1995)
- Samurai (1996)
- Conga Fury (1996)
- Jungle High (1997)
- God Is God (1997)
- GOD IS GOD!! (Front 242 Mixes) (1997)
- Pistolero (Blue Room Released 2000)
- Masters of the Universe (2001)
- Hotaka (2002)
- The Zwara EP (2003)

### 編集盤
- Odyssey 1992–2002･･･ベスト・アルバム
- Shango Tour 2001 Tokyo (Live In Tokyo) (2002)･･･ライヴ・アルバム